# バトゥール山
バトゥール山（バトゥールさん、インドネシア語: Gunung Batur）は、インドネシア共和国バリ島北東部、バリ州バンリ県キンタマーニ郡にある標高1717mの火山である。
バトゥール山として語られるのは円錐形の山体の部分が多いが（右の写真を参照）、これは楕円型のカルデラを伴う大型のバトゥール火山の中央火口丘である。
中央火口丘の南西麓から南東麓にかけては新しい溶岩流により植生もまばらである。カルデラ内には人が居住しており、中央火口丘の北麓に耕作地や人家がみられる。外輪山の南西縁には観光客用の飲食店などが集まる。

## 地形と地史
バトゥールカルデラは、古期カルデラ (9 ｘ 12 km)とその内部に形成された新期カルデラ (7 ｘ 8.5 km)からなる。外側（古期）のカルデラは約29,300年前の噴火で形成、内側（新期）のカルデラは約20,150年前に形成された。
カルデラ内の中央火口丘東麓には三日月型のバトゥール湖が形成されている。カルデラ東縁に位置する成層火山のアバン山は、標高が2,151mでこれはバトゥール山よりも高い。
バトゥール山は活火山であり、活動は非常に活発である。インドネシア火山地質災害対策局によると1804年から2000年までに26回の噴火が記録されている。
バトゥール山と周辺地域はユネスコ世界ジオパークに指定される。
| - バリ島北東部の地形図。右のカルデラがバトゥール火山で、左の高峰がアグン火山。 - 東から - 山頂部 - 東麓から - 広大なバトゥール火山のカルデラ。右にバトゥール湖と成層火山のアバン山。 |